# 鋼鉄の嵐の中で
『鋼鉄の嵐の中で』（こうてつのあらしのなかで、ドイツ語原題：In Stahlgewittern）は、1914年12月から1918年8月までの第一次世界大戦中における西部戦線での戦闘体験を日記の体裁で記した、エルンスト・ユンガーによる戦争文学である。
本著作は、作家としてのエルンスト・ユンガーの名声を確立した。同時代の人々やその後の批評家の間では、戦争の凄惨さ全てを表現した作品との評価を受けているが、著者であるユンガー自身は戦争それ自体を明確に非難したり、或いは政治的目標や手段とはしていない。また、本作品は一種の反戦作品としても解説されている。政治的、道徳的な立場から離れていたユンガーの戦争体験は内的体験に留まり、同じ前線兵士の精神を代弁するものとして、大戦後の新ナショナリズムのバイブルとなったが、著者は戦争という極限状態における人間の生存、特にそのエネルギーの重要性を捉えていた。

## 概要
この作品は、大戦後に編集した自身の戦闘日記の記述に基づいている。素材となった日記そのものは、2010年にヘルムート・キーゼルによって出版された。2013年にはヘルムート・キーゼル編の歴史批評版が出版されている。
ユンガーは作品の完成後、11回の改訂を行い（12の改訂版が存在する）、7つの改訂版が、ドイツ国内において出版された（1920年、1922年、1924年、1934年、1935年、1961年、1978年）。そのため、どの版が完成版と言えるのかが問題となっている。この点については、主に2つの解釈のがある。
初版には最も独創的な箇所が多々、見受けられるが、これは決定版とされ、後に出版されたものは政治的問題に関連する記述が追加されたものであるため、増補版と見なされている。
もう一方で、全ての改訂版を一つの作品群として解析する必要があると主張する見解がある。それぞれの内容の変遷を辿ることで、本著作の核心となるものを明らかにする唯一の手懸かりとなるからである。
改訂版の内、1924年と1934年の2つの版については、その変更の度合いと意図から特に重要なものとして扱われている。1920年代に発刊されたものは、新ナショナリズムの精神に即して内容が編集されており、末尾には以下のような一文が追加されている。
1930年代に入ると、ユンガーはこの版を大幅に改訂し、国粋主義的な節をほとんど削除した。1933年8月19日の第14版の序文において、ユンガーはそれを「最終版」と記している。その後の改訂版では、おそらくより幅広い層の読者の獲得のため、戦争の残虐な描写は和らげられ、専ら文体の構成に焦点を合わせられている。

## 戦闘体験

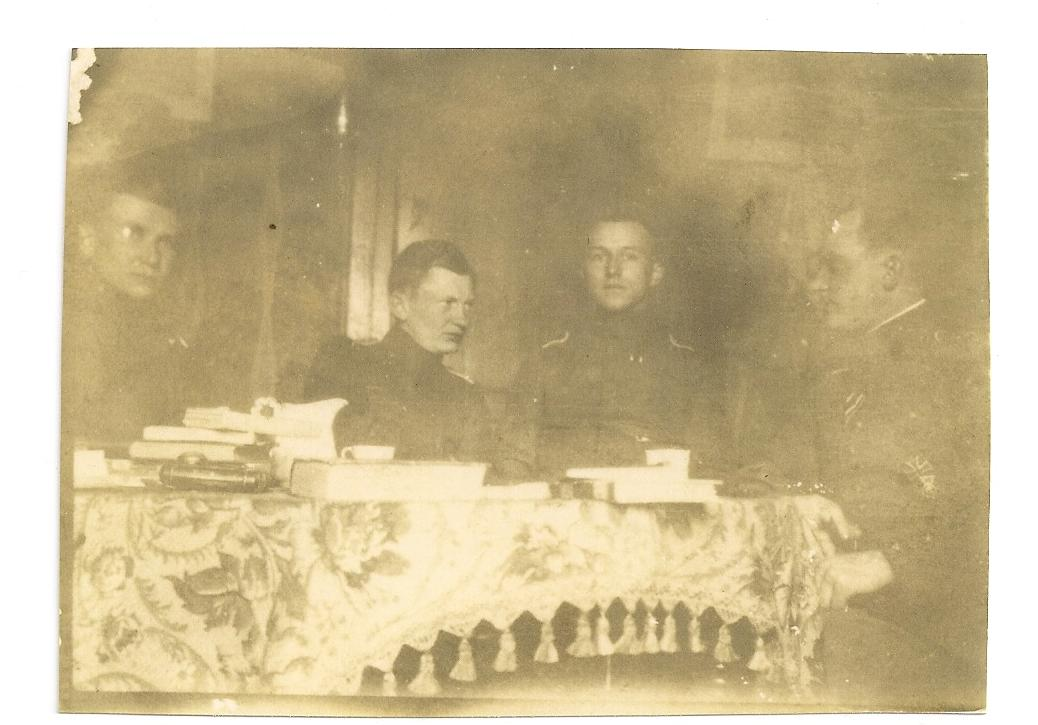
本著作において度々言及されている戦友の一人、ハインリヒ・ハンブロック（左から2番目）とユンガー（右から2番目）

ユンガーは、1915年の春にシャンパーニュの戦闘で負傷した後、歩兵将校となるために訓練を受け、アラス地域での塹壕戦に精通した若い志願兵の視点で戦闘や作戦などについて説明している。翌年の戦闘（ソンムの戦い、第3次イーペル会戦、カンブレーの戦い、1918年春季攻勢）に参加する過程で、彼は経験豊富な「特攻隊（Stoßtrupp、衝撃隊とも）」の隊長（Stoßtruppführer）に任官した。特攻隊は主に膠着した塹壕戦の突破を目的とした部隊であり、その兵士の多くは最前線で戦い、幾度となく負傷し武功をあげている（ユンガーはこの点について自らの著書においてしばしば言及している）。ユンガーも彼らと同様、戦闘において何度か武功をあげ負傷し、危険な状況にも陥ったが、やがて長い戦闘の体験により、ユンガーは戦争に対して義務感よりも好奇心と冒険心への渇望を見いだすようになり、精神が駆り立てられ、信じられないほどの幸運と述懐している。

## 戦争表現と解釈

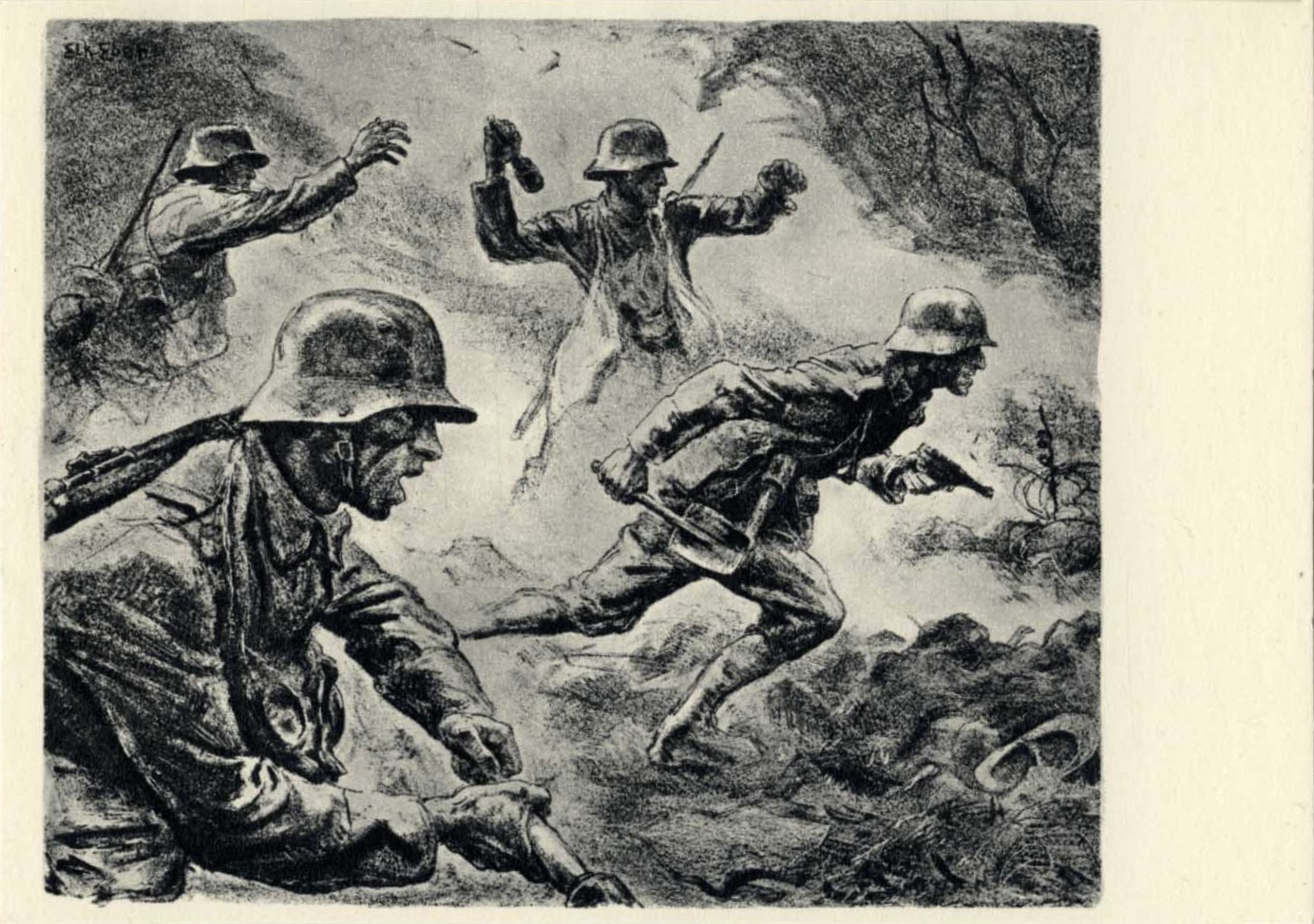

『鋼鉄の嵐の中で』においてユンガーは、戦争を人間が自然の力に翻弄される事象と見なしている。これは、作品の題名と同様、比喩的に表現されており、戦争が「嵐」または「自然の光景」と表現され、本文の他の箇所においても散見できる。
文学史の観点から、本作品は、表現主義文学とは対照的に、新即物主義の範疇として見ることができる。
『鋼鉄の嵐の中で』は、戦争の凄惨さを生々しくリアルに描く一方でその描写は冷静さを保っている。他の戦争体験者による同様の作品群（エドレフ・ケッペンの小説『陸軍軍報』やエーリヒ・マリア・レマルクの『西部戦線異状なし』など）とは異なり、戦争における事象や自身の行動に対して疑問を呈するのではなく、戦争そのものとそれに伴う感情を言語化し、高度に描写した点に特徴がある。また、戦闘による殺傷の意味が問われるのは、ごく一部の箇所に留まっている。
ユンガーが随所で「男性的」と表現している勇敢で冷酷な前線での戦闘、とりわけ彼がしばしば熱狂的に経験した「男と男の衝突」である白兵戦への嗜好である。そのため、これらは戦争の肯定、あるいは美化として何度も非難された。言いようのない恐怖や苦難、そして著者が決して相対化し得ない致命的な深刻さにもかかわらず（あるいはそれゆえに）ユンガーによれば、戦争はある者達にとっては「全き気晴らし（eben Spaß）」として出現しており、これら兵士の様を本作品において劇的に表現している。 
戦争の意味や正当性についての考察はなく、有機的、運命的事象として戦争を描き、それを受け入れ、愛国的な言辞やナショナリズムによる戦争の正当化といった政治的発言は、本作品には一切見られない（せいぜい、最初の帰国休暇中のナショナリズムに関する記述が引用される程度である）。
ユンガーはまた、敵国の兵士についても敬意を持って描いており、ドイツ人を特別に優遇することはなかった。後の版の序文においてのみ、ユンガーは比較的曖昧な形で、彼の作品の思想的解釈の可能性について言及している（ワイマール共和国時代、著者が親しかった保守革命派、反共和制・民族主義団体などのイデオローグという意味において）

## 史料としての意義
第一次世界大戦における戦術の変化に関する彼の記述は、一つの軍事史としても読み取れる。特筆すべきは、連合軍側の物量および人的な優位性とドイツ軍の荒涼とした供給状況を考慮して、ユンガーが戦争の最終局面におけるドイツ軍の絶望的な状況を率直に認めているという事実にある。そのため、彼自身が大戦後に右翼の間でもてはやされた「背後の一突き」の伝説とは無縁であったことが窺える。

## 後の作品への影響
1920年代にユンガーは、『鋼鉄の嵐の中で』に加えて、幾つかの戦闘経験に基づく著書を出版している。
- 『内的体験としての戦争（Der Kampf als inneres Erlebnis）』 ― 1922年
- 『嵐（Sturm）』 ― 1923年
- 『炎と血（Feuer und Blut）』 ― 1925年
- 『125号林（Das Wäldchen 125）』 ― 1925年

後期の作品群がより内省的で体系的な知的構造を持つのとは対照的に、『鋼鉄の嵐の中で』は、構造的に非常に簡潔な、戦線での著者の体験を日記風に記したもので、その即物性とリアリズムによって読者に影響を与え、包括的に考察すべきものをほとんど含んでいない。『 炎と血』（1925年）と『125号林』（1925年）では、『鋼鉄の嵐の中で』において既に扱われている2つの話題を取り上げ、より詳細に記している。両作品とも1914年の戦争の熱狂と幻滅を扱っているが、『鋼鉄の嵐の中で』において、既に戦争の無意味さをユンガーが確認していたとすれば、以下のような描写が彼の戦争文学の核となっている。後期の作品群におけるユンガーの戦争描写は、軍事的、戦略的問題ではなく、むしろ、物的、人的共に多大な努力と犠牲を払って戦ったにもかかわらず、無意味な敗北に終わったという事実を焦点においたものであり、ユンガーにとって戦争の本質的な意義を構成するのは、この献身と敗北という矛盾の問題である。個人の実存の諸問題に直接触れるユンガーの生きた象徴的言語は内観と外界とを自ら照応させる結晶作用をもった「魔術的零点」そのものである。敗戦の夕べ、連合軍の隊列を遥かに窓辺から望見しながら「敗北せる大地は我等に星辰を贈る」と記している。

## おもな刊行本
- Ernst Jünger: In Stahlgewittern. Ein Kriegstagebuch. Mittler & Sohn, ― （1934年ベルリン第14版、1919年12月から1933年8月までのユンガーの序文）
- Ernst Jünger: Sämtliche Werke. 18 Bände, Band 1: Der Erste Weltkrieg. Klett-Cotta, Stuttgart 1979 f., ISBN 978-3-608-93471-7. ― （1920年の初版となっているが、実際には1978年の第7版または最終版）
- Ernst Jünger: In Stahlgewittern. Klett-Cotta, Stuttgart 2014, ISBN 978-3-608-96070-9. ― （1978年、第7版）
  - Klett-Cotta、Stuttgart 2015、ISBN978-3-608-96080-8。 ― （ペーパーバック版）
- Ernst Jünger: In Stahlgewittern. Klett-Cotta, Stuttgart 2013, ISBN 978-3-608-93946-0. ― （全改訂版からの記述を含む重版）

### その他
- Stahlgewitter ― （『戦時日誌1914-1918（Kriegstagebuch 1914–1918）』というタイトルで公開されたユンガーによるメモに基づく[9][10]）

### 日本語訳
- 『鋼鉄のあらし』佐藤雅雄 訳、先進社、1930年。